# 하나 빼고 완벽한 뉴욕 아파트
《하나 빼고 완벽한 뉴욕 아파트》(The Boy Downstairs)는 미국에서 제작된 소피 브룩스 감독의 2017년 코미디, 멜로/로맨스 영화이다. 조시아 마멧 등이 주연으로 출연하였고 데이빗 브룩스 등이 제작에 참여하였다. 이 영화는 2018년 2월 16일 필름라이즈에 의해 개봉되었다.

## 출연

### 주연
- 조시아 마멧
- 매튜 쉐어

### 조연
- 다이애나 어빈
- 사라 라모스
- 데어드르 오코넬
- 알리스 하워드
- 제프 워드
- 데보라 오프너
- 테오 스톡만

## 기타
- 협력프로듀서: 조 몽크
- 협력프로듀서: 로라 베이스
- 미술: 메르디스 리핀콧
- 세트: 샐리 레비
- 의상: 케리 리 도리스
- 배역: 케리 바든
- 배역: 폴 쉬니